# Gilberto Araújo
Gilberto de Araújo Gonzaga (27 de mayo de 1993, Iracemápolis, São Paulo, Brasil) es un futbolista brasileño que juega como extremo izquierdo.

## Trayectoria
Es un jugador zurdo , rápido , joven y con buena movilidad del balón por la banda izquierda. Inició en las categorías formativas del Santos Futebol Clube, aunque debutó de manera oficial con el Velo Clube en el año 2012. En 2013 regresó a Santos, pero no se le dieron las mejores oportunidades. A consecuencia de ello, al año siguiente regresaría al Velo Clube del Campeonato Paulista A2.

## Clubes
| Club       | País   | Año         |
| ---------- | ------ | ----------- |
| Velo Clube | Brasil | 2012 - 2013 |
| Santos     | Brasil | 2013        |
| Velo Clube | Brasil | 2014 - 2015 |